# Albany (miasto w hrabstwie Pepin)
Albany – miasto w Stanach Zjednoczonych, w stanie Wisconsin, w hrabstwie Pepin.